# Wahopum
Wahopum (Wahowpum, Wahhowpum), jedno od malenih plemena Tenino Indijanaca sa sjeverne obale Columbije blizu ušća Olive Creeka. Prema ekspediciji Lewisa i Clarka (1806) po nošnji i govoru slični su Čopanišima (Chopunnish), a populaciju im procjenjuju na 700 u 33 kuće. 
Ime im dolazi od hăháu, vrsta vrba + pûm = ljudi, =narod vrbe.